# Saint-Constant-Fournoulès
Saint-Constant-Fournoulès ist eine französische Commune nouvelle im Département Cantal in der Region Auvergne-Rhône-Alpes. Die Gemeinde gehört zum Arrondissement Aurillac und zum Kanton Maurs. Sie entstand per Dekret vom 4. Dezember 2015 mit Wirkung vom 1. Januar 2016 durch die Zusammenlegung von Saint-Constant und Fournoulès. Diese sind seither Communes déléguées. Saint-Constant ist der Hauptort (Chef-lieu).

## Sehenswürdigkeiten

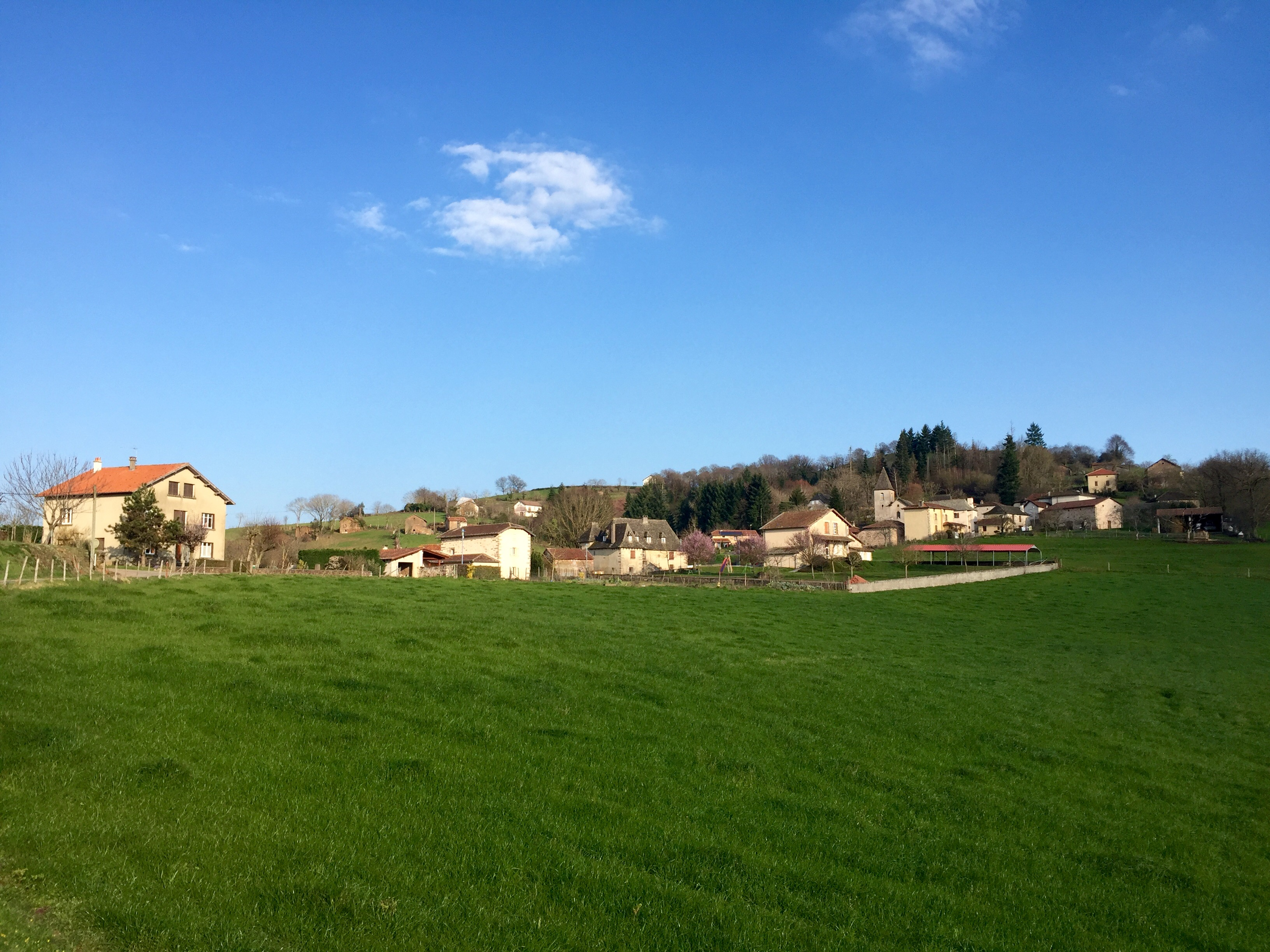
Blick auf den Ortsteil Fournoulès

## Gemeindegliederung
| Ortsteil                           | ehemaliger INSEE-Code | Fläche (km²) | Einwohnerzahl (2016) |
| ---------------------------------- | --------------------- | ------------ | -------------------- |
| Fournoulès                         | 15071                 | 07,18        | 053                  |
| Saint-Constant (Verwaltungssitz)00 | 15181                 | 21,80        | 566                  |